# Morning Star (album)
Morning Star är det sjunde fullängdsalbumet av det svenska death metal-bandet Entombed, som gavs ut den 3 september 2001 av Music For Nations.

## Låtförteckning
1. "Chief Rebel Angel" - 04:40
2. "I for an Eye" - 03:10
3. "Bringer of Light" - 04:03
4. "Ensemble of the Restless" - 02:38
5. "Out of Heaven" - 03:40
6. "Young Man Nihilist" - 02:46
7. "Year One Now" - 01:57
8. "Fractures" - 03:37
9. "When It Hits Home" - 02:25
10. "City of Ghosts" - 02:32
11. "About to Die" - 02:15
12. "Mental Twin" - 03:17

## Banduppsättning
- LG Petrov - sång
- Jörgen Sandström - bas
- Alex Hellid - gitarr
- Uffe Cederlund - gitarr
- Peter Stjärnvind - trummor